# St. Just (Trujillo Alto)
St. Just es un barrio ubicado en el municipio de Trujillo Alto en el estado libre asociado de Puerto Rico. En el Censo de 2010 tenía una población de 14635 habitantes y una densidad poblacional de 2.514,73 personas por km².

## Geografía
St. Just se encuentra ubicado en las coordenadas 18°22′13″N 66°0′10″O / 18.37028, -66.00278. Según la Oficina del Censo de los Estados Unidos, St. Just tiene una superficie total de 5.82 km², de la cual 5.75 km² corresponden a tierra firme y (1.25%) 0.07 km² es agua.

## Demografía
Según el censo de 2010, había 14635 personas residiendo en St. Just. La densidad de población era de 2.514,73 hab./km². De los 14635 habitantes, St. Just estaba compuesto por el 69.19% blancos, el 15.98% eran afroamericanos, el 0.86% eran amerindios, el 0.42% eran asiáticos, el 0.01% eran isleños del Pacífico, el 9.93% eran de otras razas y el 3.61% pertenecían a dos o más razas. Del total de la población el 98.91% eran hispanos o latinos de cualquier raza.